# Frank McLaughlin

Frank Joseph McLaughlin (* 15. April 1960 in Toronto) ist ein ehemaliger kanadischer Segler und Rechtsanwalt.

## Erfolge
Frank McLaughlin gewann seine erste internationale Medaille bei den Panamerikanischen Spielen 1983 in Caracas mit Bronze in der 470er Jolle. Er nahm an insgesamt drei Olympischen Spielen teil. Bei den Spielen 1984 in Los Angeles trat er mit Martin Tenhove in der 470er Jolle an und belegte mit ihm den 15. Platz. Zwei Jahre darauf gewannen sie bei den Weltmeisterschaften in Rio de Janeiro die Bronzemedaille. 1988 startete er in Seoul in der olympischen Regatta der Bootsklasse Flying Dutchman, die er mit John Millen auf dem dritten Rang beendete. Mit 48,4 Punkten wurden sie hinter den Dänen Christian Grønborg und Jørgen Bojsen-Møller sowie Erik Bjørkum und Ole Petter Pollen aus Norwegen Dritte. Vier Jahre darauf kamen sie in Barcelona mit 82,7 Punkten nicht über den neunten Platz hinaus.
1988 schloss McLaughlin an der University of Toronto ein Jurastudium ab. Obwohl er noch an den Spielen 1992 teilnahm, konzentrierte er sich schon mehr auf seine berufliche Laufbahn und beendete nach Abschluss der Spiele schließlich seine Segelkarriere vollständig. Er arbeitete als Rechtsanwalt und wurde 2013 Partner bei McCarthy Tetrault in Toronto.
Sein Vater Paul McLaughlin und sein Bruder Terry McLaughlin waren ebenfalls Segler, beide nahmen mehrfach an Olympischen Spielen teil. Die Brüder fingen beim Royal Canadian Yacht Club (RCYC) mit dem Segelsport an.